# Nas margens do Gein: sai a lua
Nas margens do Gein: sai a lua (em português) ou Bomen aan het Gein: bij opkomende maan (em neerlandês) é uma pintura a óleo sobre tela realizada por pelo artista holandês Piet Mondrian entre 1907 e 1908. Caracteriza-se pelas suas cores fortes e monocromáticas, com a luz da lua a surgir atrás de cinco árvores das quais se conhece, apenas, a sua estrutura.